# コゴメウツギ
コゴメウツギ（小米空木、学名: Stephanandra incisa）は、バラ科コゴメウツギ属の落葉低木。生垣などに利用される。

## 名称
和名「コゴメウツギ」の由来は、アジサイ科のウツギに似た花をつけ、小さな白い花を米粒に見立てたことによる。中国名は、「冠蕊木」（小米空木、深裂野珠蘭）。

## 分布と生育環境
日本、朝鮮半島、中国、台湾の東アジア地域に分布する。日本では、北海道（日高地方）、本州、四国、九州に分布する。低山地や丘陵地に生え、林縁などでふつうに見られる。

## 特徴
落葉広葉樹の低木で、高さは1 - 2メートル (m) になる。樹形は株立ちになり、細い枝をよく分枝して、主幹の先端は下に垂れる。若い枝は紅褐色を帯びて軟毛があり、細くて折れやすい。樹皮は淡灰褐色で薄くはがれる。一年枝は茶褐色で毛があり、ごく細くてジグザグに曲がり、2本平行して出ることがある。
葉は、長さ3 - 7ミリメートル (mm) の葉柄をもって枝に互生し、形は三角状広卵形。葉の先端は尾状に伸びて尖り、基部は心形または切形になり、葉身は長さ2 - 4センチメートル (cm) 、幅1.5 - 3.5 cmになる。葉の両面に軟毛があり、裏面に5 - 7対の側脈がある。葉縁は羽状に中裂または浅裂し、裂片は重鋸歯になる。
花期は5 - 6月。今年枝の先端や葉腋から、花序軸を伸ばして総状花序を出し、径4 - 5 mmの黄白色の5弁花を多数咲かせる。萼裂片は長さ2 mmで5個、花弁は萼裂片より長い。雄蕊は10本あり、花弁より短く、雌蕊は1個で直立する。果実は球形で、長さ2 - 3 mmの袋果となり、基部には萼が残る。冬に果実が残っていることも多い。
冬越しの際に小枝の先端が枯れて、卵型で紅紫色の冬芽が枝に互生する。冬芽は芽鱗5 - 8枚に包まれており、葉痕との間に副芽をつけることが多い。葉痕は三角形で托葉痕があり、維管束痕が3個見られる。
- 樹形

## 下位分類
- シマコゴメウツギ Neillia incisa (Thunb.) S.H.Oh var. macrophylla (Hid.Takah.) Yonek. [9]